# جابرييل ليون
جابرييل ليون (بالإنجليزية: Gabriella Leon)‏ هي ممثلة بريطانية، ولدت في 29 مارس 1996.

## وصلات خارجية
- جابرييل ليون على موقع IMDb (الإنجليزية)
- جابرييل ليون على موقع قاعدة بيانات الفيلم (الإنجليزية)